# Придонецька
Придонецька — проміжна залізнична станція Лиманської дирекції Донецької залізниці на лінії Лиман — Слов'янськ між станціями Слов'янськ (14 км) та Брусин (6 км). Розташована на околиці селища Райгородок Краматорського району Донецької області.

## Пасажирське сполучення
На станції Придонецька зупиняються приміські електропоїзди сполученням Слов'янськ — Соболівка (селище Райгородок).